# Cumaral
Cumaral é um município da Colômbia, localizado no departamento de Meta.